# Ренато Келич
Рена́то Ке́лич (хорв. Renato Kelić, нар. 31 березня 1991, Вінковці) — хорватський футболіст, захисник клубу «Слован».

## Клубна кар'єра
Народився 31 березня 1991 року в місті Вінковці. Вихованець футбольної школи клубу «Цибалія».
У дорослому футболі дебютував 2008 року виступами за команду клубу «Слован», кольори якої захищає й донині.

## Виступи за збірну
У 2008 році дебютував у складі юнацької збірної Хорватії, взяв участь у 3 іграх на юнацькому рівні.
Також має в активі чотири гри за молодіжну збірну своєї країни.

## Титули і досягнення
- Чемпіон Чехії (1):

«Слован»: 2011-12
- Володар Кубка Румунії (1):

КС Університатя (Крайова): 2017-18